# Arabsat–1B
Arabsat–1B (Spacebus-1000) az arab államok kommunikációs műholdja.

## Küldetés
Az Arabsat az Arab Liga döntése alapján 1976. április 14-én alakult. Alkalmazási célja szolgálni a tagok információs, kulturális és nevelési igényeit. Szaúd-Arábia volt a fő finanszírozó. Távközlési műholdakat 1985-től 2011-ig állítottak szolgálati magasságba. Több mint 20 ország tagja a szervezetnek. Feladata az Arab Liga országaiba (szerződés szerint) távközlési szolgáltatások biztosítása (telefon, adatátvitel a C-sávon) a Közel-Kelet és Észak-Afrika felé.

## Jellemzői
Az Aérospatiale Espace et Defense (Franciaország) gyártotta. Működtette az Arab Liga megbízásából az Arabsat (Satellite Communications Organization).
Megnevezései: Arabsat 1B; COSPAR: 1985-048C; GRAU-kódja: 15825.
1985. június 17-én az STS–51–G űrrepülőgép fedélzetéről állították pályára. Saját PAM–D hajtóművének segítségével két lépcsőben emelkedett szolgálati magasságba. Az orbitális egység pályája 1434,29 perces, 26 fokos hajlásszögű, a geoszinkron pálya perigeuma 35 684 kilométer, az apogeuma 35 818 kilométer.
Háromtengelyesen stabilizált műhold. Teljes tömege 1270 kg, műszerezettségének tömeg 592 kilogramm. Szolgálati ideje 7 év. Az űreszköz két napelemmel rendelkezik, amik hossza 20,7, szélessége 5,5 méter, teljesítményük 1,3 kW, az éjszakai (földárnyék) energiaellátását újratölthető kémiai akkumulátorok biztosították. Üzemanyaga és gázfúvókái közreműködésével segítette a stabilitást- és a pályaadatok tartását.
1992. június 1-én befejezve szolgálatát, kikapcsolták.